# Der Mann im weißen Anzug
Der Mann im weißen Anzug ist eine britische Filmkomödie aus dem Jahre 1951. Unter der Regie von Alexander Mackendrick spielt Alec Guinness die Titelrolle. Der Film gilt als Meisterwerk und typisches Beispiel für die Komödienproduktion der Ealing Studios Anfang der 1950er Jahre.

## Handlung
Der junge Chemiker Sidney Stratton, Angestellter in der Textilfabrik von Mr. Birnley, ist äußerst beharrlich bei der Umsetzung einer fixen Idee: Er will die absolut reißfeste Kunstfaser entwickeln, die darüber hinaus auch noch schmutzabweisend ist. Eines Tages gelingt ihm der Coup – und niemand ist davon begeistert: Die Fabrikarbeiter, die die Faser herstellen, können seiner Erfindung rein gar nichts abgewinnen, denn nun müssen sie um ihre Arbeitsplätze bangen, da es bald kaum mehr Bedarf für neu produzierte Stoffe gibt. Und auch die Fabrikanten zeigen sich entsetzt, müssen doch auch sie um zukünftige Geschäfte und damit Gewinne fürchten, denn die Nachfrage für herkömmliche Fasern wird rapide sinken.
Da Stratton sich weigert, seine für die zukünftige Fasererstellung desaströse Formel zu verkaufen, steht der idealistische Erfinder einer Phalanx aus Gegnern gegenüber: Kapital und Arbeit reichen sich die Hand und opponieren mit allen Mitteln gegen seine wegweisende Erfindung, die der Menschheit eigentlich doch nur Gutes bringen sollte. Stratton weiß nicht mehr, was er machen soll, da entscheidet das Schicksal für ihn: Seine „Wunderfaser“ hat einen gravierenden, entscheidenden Fehler, und der macht sich sehr plastisch bemerkbar. Auf der Flucht vor seinen Verfolgern zerfällt sein von ihm getragener, weißer Wunderanzug in kürzester Zeit in Fetzen, ganz ohne menschliches Zutun. Schließlich steht Stratton nur noch in Unterwäsche da. Doch der Erfinder gibt nicht auf, es ist ihm ein neuer, zündender Einfall gekommen.

## Produktionsnotizen
Die Uraufführung von Der Mann im weißen Anzug fand am 7. August 1951 in London statt. In Deutschland wurde der Film erstmals am 1. Juli 1955 gezeigt.
Dem Film lag der gleichnamige Roman von Co-Autor Roger MacDougall zugrunde. Alle drei Drehbuchautoren erhielten 1953 eine Oscarnominierung. Im Jahr zuvor wurde Der Mann im weißen Anzug für den British Film Academy Award in der Kategorie „Bester britischer Film“ nominiert.
Die Filmbauten stammen von Jim Morahan, die Kostüme von Anthony Mendleson. Lionel Banes sorgte für einige zusätzliche Kameraaufnahmen.

## Kritik
In Reclams Filmführer heißt es: „Ein amüsantes Lustspiel. Typisch für die Nachkriegsproduktion der Ealing-Studios ist dabei der ernsthafte soziale Hintergrund der turbulenten Handlung. Der Film erteilt Nachhilfeunterricht über Wirtschafts- und Gesellschaftsprobleme, ohne dabei an Unterhaltsamkeit einzubüßen.“
In Buchers Enzyklopädie des Films ist zu lesen: „Die ernsthafte, sogar satirische Gesellschaftskritik hebt diesen Film über die gemütliche Selbstgefälligkeit der typischen Ealing-Komödien hinaus. Er enthält hervorragende darstellerische Leistungen, besonders von Alec Guinness als einsamen Erfinder, dessen Entdeckung eines unzerstörbaren Gewebes ihm den Zorn sowohl der Unternehmer als auch der Gewerkschaften einbringt.“
Das Lexikon des Internationalen Films schrieb: „Feinpointierte britische Komödie“ und lobte: „Mit leisem Humor auf formal hohem Niveau erzählt“.
Halliwell‘s Film Guide schrieb: „Brilliant satirical comedy played as farce and put together with meticulous cinematic counterpoint, so that every moment counts and all concerned give of their very best“.
Der Movie & Video Guide lobte knapp: „Most engaging comedy“.

## Auszeichnungen
Das British Film Institute wählte Der Mann im weißen Anzug im Jahre 1999 auf Platz 58 der besten britischen Filme des 20. Jahrhunderts.

## Uraufführungen
- Großbritannien: 7. August 1951
- USA: 31. März 1952
- Deutschland: 1. Juli 1955